# Irrigazione a goccia

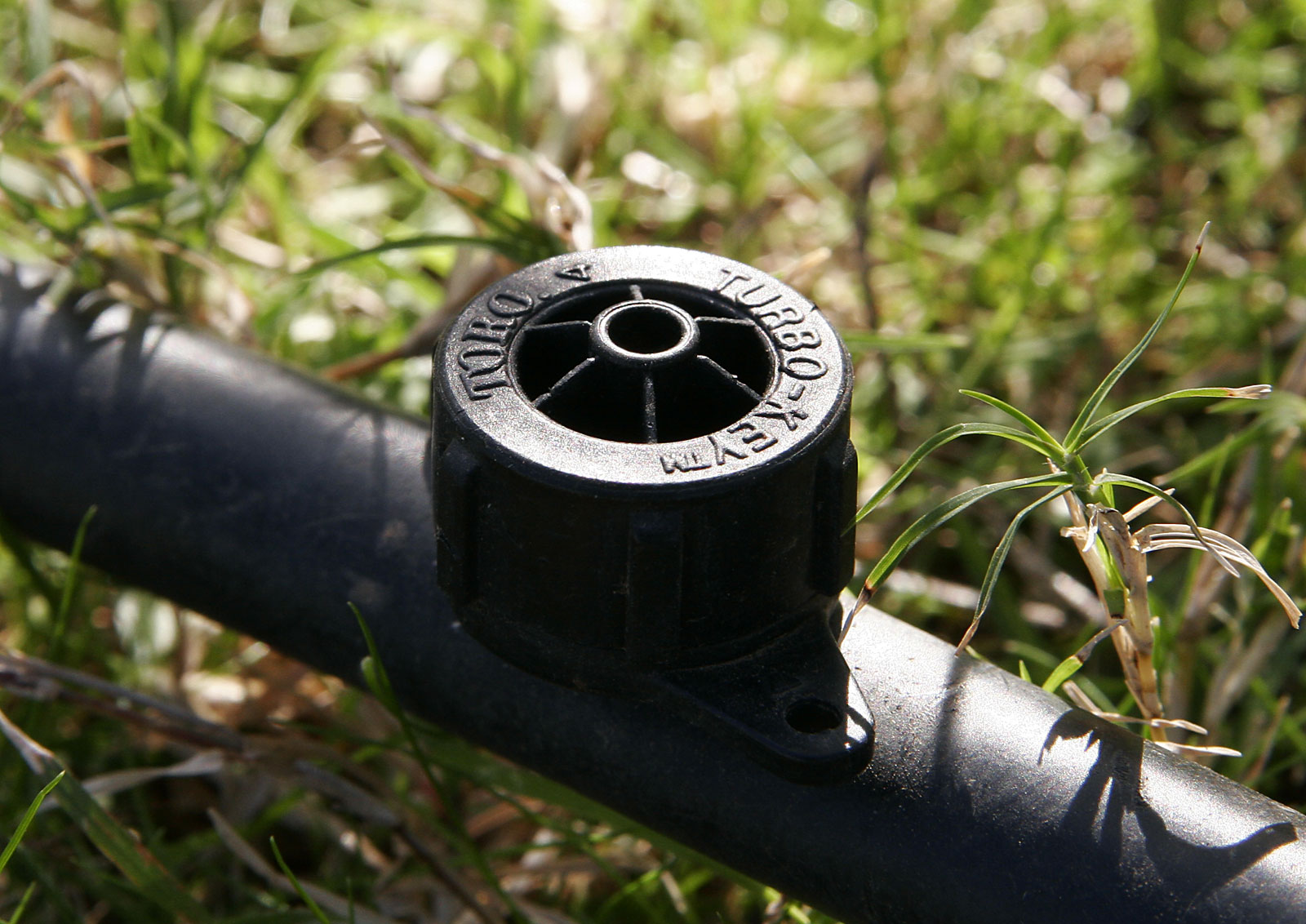
Un gocciolatore ("dripper")

L'irrigazione a goccia o "irrigazione localizzata" o anche "microirrigazione" (nota in inglese come drip irrigation o microirrigation) è un metodo di irrigazione che somministra lentamente acqua alle piante, sia depositando l'acqua sulla superficie del terreno contigua alla pianta o direttamente alla zona della radice. Questo avviene attraverso un sistema a rete che comprende: valvole, condotte e vari tipi di gocciolatori. L'obiettivo è quello di minimizzare l'utilizzo dell'acqua (vedi sotto). Con l'irrigazione a goccia si emettono dei getti di acqua sottili che bagnano una piccola area di suolo nelle vicinanze della pianta; a tal fine si possono impiegare i gocciolatori. L'erogazione dell'acqua può essere costante o avvenire ad intermittenza; in tal caso l'irrigazione a goccia è detta "a sorsi". L'irrigazione a goccia superficiale o SDI (Surface Drip Irrigation) utilizza, per distribuire l'acqua nella superficie di terreno accanto alle piante, delle ali gocciolanti, cioè dei tubi nei quali sono inseriti i gocciolatori; le ali gocciolanti possono essere rigide nel caso debbano durare più anni e pertanto destinate alle colture arboree, o flosce più comuni per le colture annuali. Un sistema molto avanzato d'irrigazione a goccia, ancora poco diffuso in Italia, prevede l'interramento delle ali gocciolanti in modo che i gocciolatori si possano trovare a diretto contatto con l'apparato radicale e nello stesso tempo evitare l'intralcio dei tubi, che altrimenti sarebbero posti superficialmente, alle operazioni colturali. Una variante dell'irrigazione a goccia è quella a "manichetta forata", che utilizza un tubo flessibile dotato di fori a distanze variabili.
L'irrigazione a goccia viene generalmente utilizzata nelle coltivazioni arboree ma si sta rapidamente diffondendo anche nelle colture ortive o industriali (pomodoro da industria). Essa si sta diffondendo molto velocemente sia nelle aree dove la risorsa idrica è limitata perché consente di risparmiare acqua, sia in altre zone per l'impiego di minore manodopera per le operazioni d'irrigazione e perché con essa è possibile conseguire migliori risultati produttivi.
Affine all'irrigazione a goccia è l'irrigazione a spruzzo, in cui i gocciolatori sono sostituiti da microspruzzatori (microsprayers).

## Storia
L'irrigazione a goccia veniva utilizzata sin dai tempi antichi riempiendo d'acqua dei contenitori in argilla che permetteva all'acqua di filtrare lentamente nel terreno. L'irrigazione moderna a goccia comincia il suo sviluppo in Germania nel 1860 quando degli agronomi cominciarono a sperimentare la subirrigazione usando tubature in argilla per creare dei sistemi combinati di irrigazione e di drenaggio. Nel 1913, E.B. House, ricercatore della Colorado State University ebbe successo nell'applicare acqua alla zona radicale delle piante senza dover incrementare il livello della falda freatica. Tubi forati vennero introdotti in uso in Germania negli anni venti e nel 1934, O.E. Robey eseguiva esperimenti con tubature fatte di tessuto poroso (canvas) nella Michigan State University.
Con l'avvento delle plastiche moderne durante e dopo la Seconda guerra mondiale, grossi miglioramenti nella irrigazione a goccia diventarono possibili. Microtubi costruiti in vari tipi di plastica e vari tipi di emissori cominciarono ad essere usati nelle serre in Europa e negli USA.

### Il "nastro gocciolatore" Dew Hose
Negli Stati Uniti, verso il 1960, venne creato il primo "nastro gocciolante", denominato Dew Hose, che veniva sviluppato da Richard Chapin (primo sistema installato nel 1964).

## Componenti e funzionamento
I principali componenti degli impianti d'irrigazione a goccia sono: una fonte irrigua (generalmente un pozzo o un canale); una pompa che permette di spingere l'acqua dalla fonte fino alla coltura da irrigare; una condotta di adduzione che porta l'acqua dalla fonte al campo che deve essere irrigato; un gruppo di regolazione e filtraggio che serve ad aprire chiudere l'impianto e prevenire le occlusioni dei gocciolatori; un tubo di testata che scorre lungo la testata dei campi ed infine le ali gocciolanti, tubi su cui sono inseriti i gocciolatori, che trasportano l'acqua nelle immediate vicinanze delle piante.
I sistemi di irrigazione a goccia possono essere azionati manualmente oppure da sistemi automatici che implicano un dosatore con valvole a controllo elettronico o idraulico.
I grossi impianti d'irrigazione a goccia impiegano opportune tipologie di filtro per prevenire l'intasamento dei gocciolatori. Attualmente esistono nuove tecnologie che minimizzano l'occlusione. Molti gocciolatori in commercio ad uso agricolo hanno al loro interno un micro sistema di filtraggio ma questo non esclude automaticamente la necessità di filtraggio dell'acqua con un apposito gruppo di filtraggio posto a monte del tubo di testata.
Alcuni sistemi residenziali vengono installati senza filtri addizionali dal momento che l'acqua potabile arriva già filtrata dagli impianti di trattamento dell'acqua. La necessità o meno di effettuare la filtrazione dell'acqua negli impianti a goccia comunque dipende dalla quantità e qualità di particelle sospese nell'acqua d'irrigazione. Tale parametro può essere conosciuto facendo eseguire specifiche analisi di laboratorio sull'acqua irrigua.

## Vantaggi
Se appropriatamente progettati, installati e gestiti, i sistemi di irrigazione a goccia possono aiutare ad ottenere un buon risparmio dell'acqua riducendo l'evapotraspirazione ed il drenaggio in profondità dal momento che l'acqua può essere somministrata con maggiore precisione alle radici delle piante rispetto a quanto accade nei sistemi di irrigazione a pioggia o a scorrimento. Questo non esclude che si siano registrate un certo numero di installazioni sistemi male disegnate o gestite che si sono dimostrati dei costosi e spesso colossali fallimenti. In linea generale, tuttavia, un impianto ben progettato e una tecnica irrigua adeguata in grado di massimizzare tutte le potenzialità dell'irrigazione a goccia comportano notevoli vantaggi: 
1. maggiore uniformità di distribuzione dell'acqua con un maggior contenimento degli sprechi;
2. maggiore facilità operativa;
3. migliore predisposizione all'automazione degli impianti;
4. possibilità di esplicare la massima potenzialità della distribuzione dei concimi nell'acqua d'irrigazione (fertirrigazione);
5. maggiore risparmio energetico;
6. minore compattamento del terreno;
7. possibilità di veicolare alcuni particolari tipi di fitofarmaci nell'acqua irrigua evitando che questi vengano in contatto con le piante o si disperdano nell'aria;
8. possibilità di applicare dosi piccole di acqua molto frequentemente andando maggiormente incontro alle esigenze delle piante.

In quelle regioni dove le forniture d'acqua sono fortemente limitate possono non esservi risparmi consistenti ma un aumento della produzione a parità di utilizzo delle stesse quantità d'acqua. In questi casi si conseguirà un maggiore rendimento di utilizzazione dell'acqua (quintali di produzione agricola/metri cubi di acqua consumati) rispetto alla distribuzione a pioggia e ancor maggiore rispetto a quella per infiltrazione da solchi o a scorrimento.
In regioni molto aride oppure nei suoli sabbiosi, con l'irrigazione a goccia si possono distribuire dosi molto basse di acqua frequentemente, conseguendo dei buoni risparmi idrici.
L'irrigazione a goccia viene utilizzata da aziende agricole, vivai commerciali, e nei giardini delle residenze urbane.
I kit completi d'irrigazione commerciale per giardini domestici stanno diventando sempre più popolari ed economici e consistono spesso di un temporizzatore, un tubo dell'acqua e da vari tipi di emitter (in Italiano "gocciolatori").

### Fertirrigazione
Generalmente le piante hanno necessità di assorbire nutritivi (concimi) in maniera abbastanza continua durante tutto il ciclo colturale, invece i momenti in cui i concimi, in forma solida, possono essere somministrati sono al massimo 3 o 4 volte. Spesso la somministrazione del concime alle piante diventa inefficace in quanto il momento in cui questo può essere distribuito non coincide il periodo in cui le piante hanno massima necessità di nutritivi. Un modo per ovviare a questi inconvenienti è distribuire il concime, opportunamente disciolto in acqua, nell'impianto d'irrigazione a goccia. Questa tecnica permette di assecondare maggiormente con i concimi le richieste di nutritivi durante tutto il ciclo della pianta.
Questa procedura è stata chiamata fertirrigazione (in inglese fertigation) e si basa sull'impiego di apparecchiature di iniezione chimica come pompe a diaframma, pompe a pistone, oppure tubi venturi.
Distinguiamo due tipologie principali di fertirrigazione: 
- Applicazioni discontinue: i fertilizzanti vengono somministrati alla coltura con l'acqua d'irrigazione ma non in tutte le irrigazioni e comunque un numero di volte maggiore rispetto alla concimazione tradizionale (concimi solidi distribuiti al terreno).
- Applicazioni continue: in questo caso il concime viene introdotto nell'impianto d'irrigazione a dosi notevolmente più basse ma ad ogni irrigazione e, per ogni irrigazione, la distribuzione del concime dura per la maggior parte della durata dell'irrigazione. Quest'ultimo metodo, sebbene più complicato, consente notevoli risparmi di concime e minori stress alle piante.[2].

## Irrigazione a spruzzo
È anch'essa un tipo di microirrigazione ed è affine all'irrigazione a goccia, ma invece di gocciolatori si usano microspruzzatori, che emettono getti d'acqua molto sottili (microgetti). I microspruzzatori possono essere rotanti o fissi; questi ultimi possono coprire settori di 90° o 180°. Tra i sistemi di irrigazione a spruzzo c'è quello cosiddetto "a baffo", usato negli agrumeti, in cui due spruzzatori fissi sono sistemati sui lati opposti di un tubo orizzontale; tale tubo è portato a sua volta da un tubo verticale e il tutto assume la forma di una T. Un tipo di spruzzatore rotante è quello "a farfalla", usato nei giardini.
Rispetto all'irrigazione a goccia, l'irrigazione a spruzzo ha una maggiore intensità di erogazione, per cui i microspruzzatori sono meno soggetti alla possibilità di occlusioni ed è possibile abbreviare i tempi di irrigazione; di contro, il consumo di acqua è maggiore rispetto al metodo a goccia. In pratica, l'irrigazione a spruzzo è un sistema intermedio tra l'irrigazione a goccia e quella a pioggia.

## Disseccamento parziale delle radici

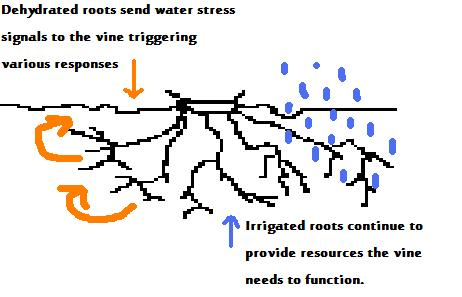
Disseccamento parziale delle radici nell'irrigazione a goccia della vite.

Il disseccamento parziale delle radici è una tecnica, applicata soprattutto in viticultura, orticultura e frutticultura che prevede l'induzione artificiale di una situazione di deficit (stress idrico) su metà dell'apparato radicale, e un sufficiente e adeguato rifornimento idrico nella restante metà. La situazione viene periodicamente rovesciata.
Le radici sul lato lasciato all'asciutto producono acido abscissico che innesca alcune strategie con cui la pianta affronta le fasi di stress idrico, come la ridotta produzione di getti, e bacche di più piccole dimensioni. Tuttavia, siccome la vite sta ricevendo ancora acqua sull'altro lato, lo stress idrico non diventa tanto severo da compromettere funzioni vitali come, ad esempio, la fotosintesi.